# Bariery Churchilla

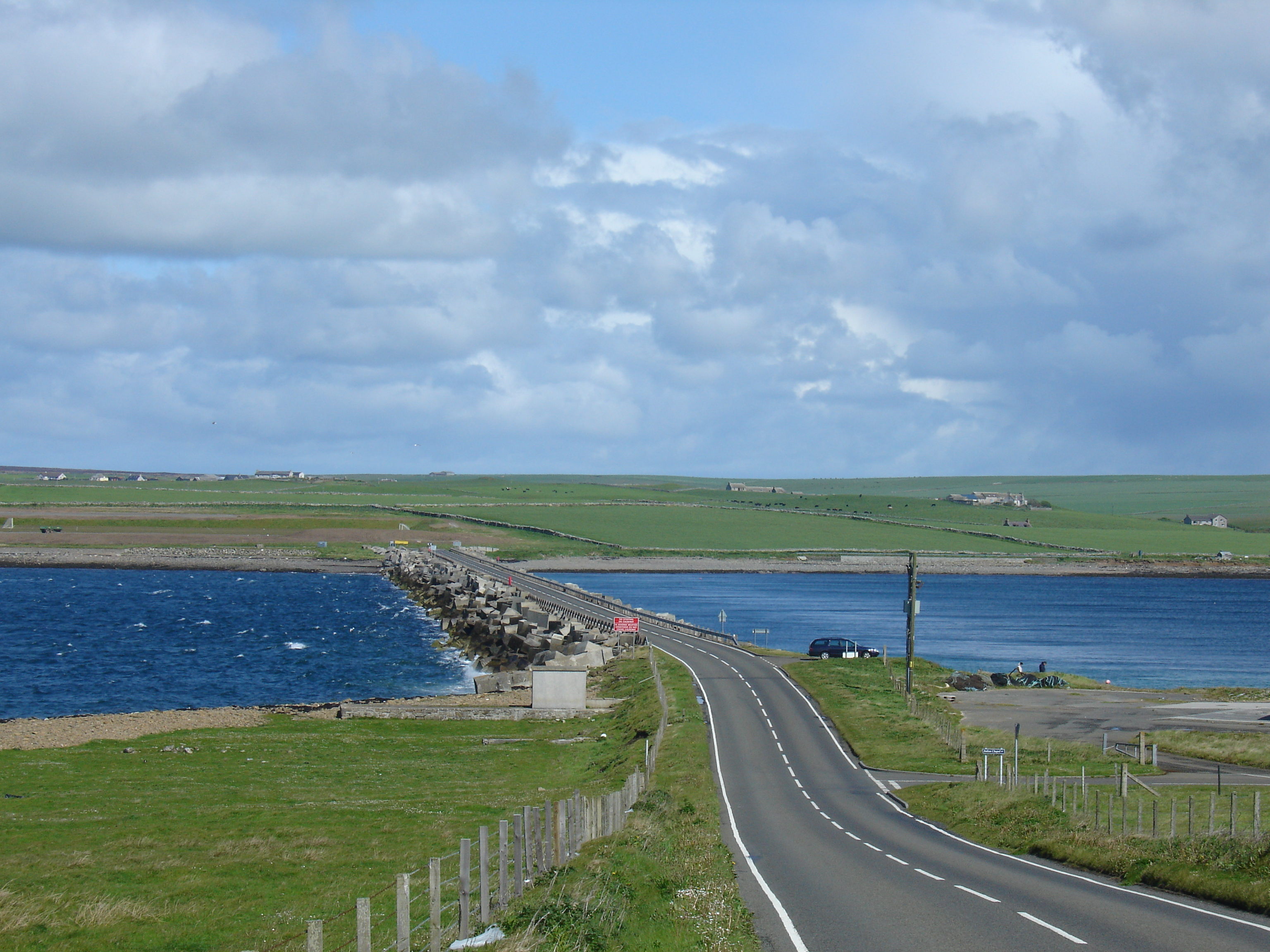
Bariera nr 1

Atak okrętu podwodnego U-47 w zatoce Scapa Flow

Bariery Churchilla (ang. Churchill Barriers) – seria czterech grobli na Orkadach w Szkocji o całkowitej długości 2,3 kilometra (1,5 mili), łączących ze sobą główną wyspę archipelagu Mainland (na północy) z South Ronaldsay (na południu) poprzez mniejsze wyspy: Burray, Lamb Holm i Glimps Holm. Bariery zostały zbudowane podczas II wojny światowej jako ochrona kotwicowiska brytyjskiej marynarki wojennej w zatoce Scapa Flow. Obecnie służą jako droga komunikacyjna A961.

## Geneza
Zatoka Scapa Flow służyła jako kotwicowisko marynarki wojennej już od początku XIX wieku. Pełniła także tę rolę podczas I wojny światowej i miała ją pełnić także podczas II wojny. 14 października 1939 roku niemiecki okręt podwodny U-47 przedarł się pod osłoną nocy w wynurzeniu przez płytkie przesmyki pomiędzy wyspami (częściowo zablokowane również zatopionymi wrakami z okresu I wojny światowej) wykorzystując wysoki przypływ a następnie zatopił torpedami brytyjski pancernik HMS „Royal Oak”, po czym uciekł tą samą drogą na otwarte morze.
W odpowiedzi Pierwszy Lord Admiralicji Winston Churchill nakazał budowę kilku stałych barier pomiędzy wyspami położonymi we wschodniej części Scapa Flow, aby zapobiec dalszym atakom. Prace rozpoczęły się w maju 1940 roku i zostały zakończone we wrześniu 1944 roku, a bariery zostały oficjalnie otwarte 12 maja 1945 roku, cztery dni po zakończeniu II wojny światowej w Europie.

## Budowa
Prace przygotowawcze na terenie rozpoczęły się w maju 1940 roku, podczas gdy eksperymenty na modelach projektu zostały podjęte na Uniwersytecie Manchesterskim. Kontrakt na budowę bariery zdobyła firma Balfour Beatty. Podstawy bariery zostały zbudowane z gabionów o łącznej wadze 250 000 ton wypełnionych skałami z kamieniołomów na Orkadach. Gabiony zrzucano za pomocą napowietrznych kolejek linowych. Podstawy zostały następnie pokryte 66 000 wytworzonymi na miejscu blokami betonowymi o wadze pięć i dziesięć ton. Bloki pięciotonowe utworzyły rdzeń grobli, dziesięciotonowe utworzyły falochron.
Przy budowie uczestniczyło około 2000 osób, z czego około 1300 stanowili włoscy jeńcy wojenni, którzy dostali się do niewoli w kampanii północnoafrykańskiej i pojawili się na Orkadach od początku 1942 roku. Ponieważ Konwencje genewskie zakazywały wykorzystywania jeńców do działań militarnych, cel budowy określano jako „usprawnienia w komunikacji”. Jeńcy byli zakwaterowani w dwóch obozach.

## Galeria

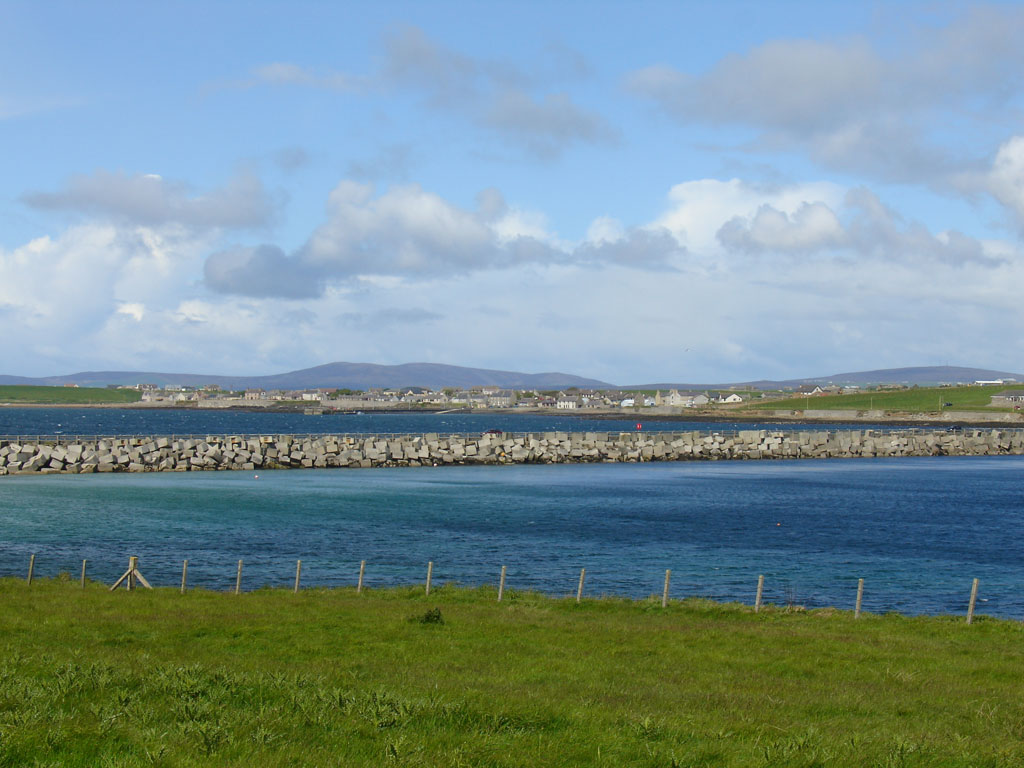
Bariera nr 1
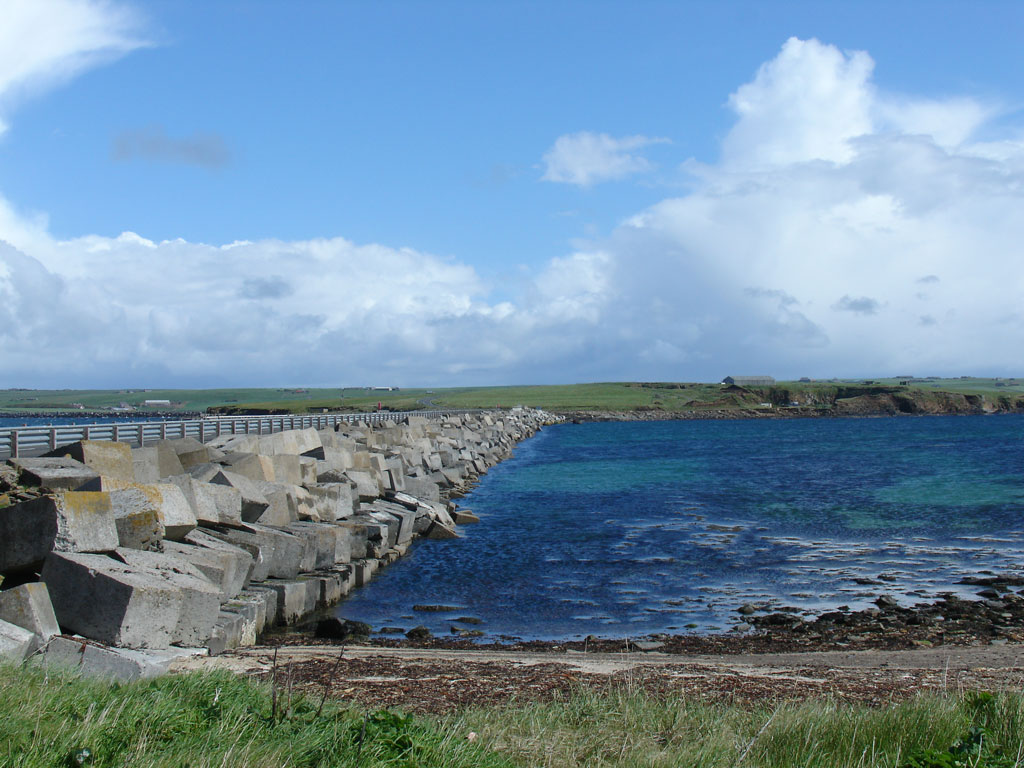
Bariera nr 2
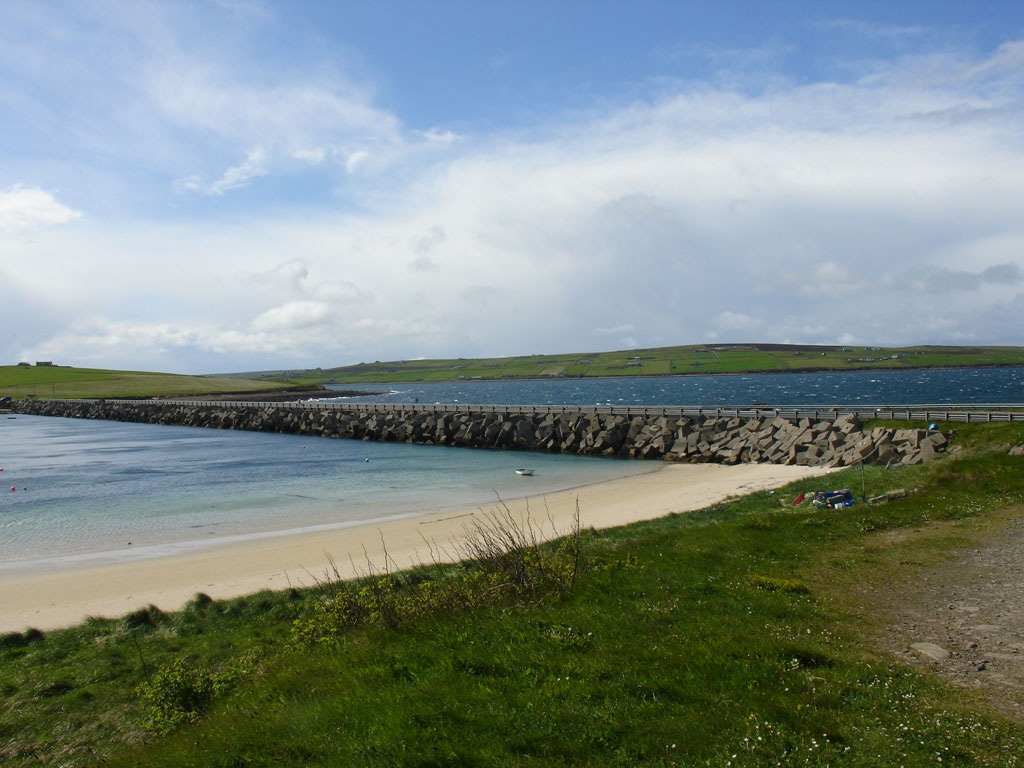
Bariera nr 3
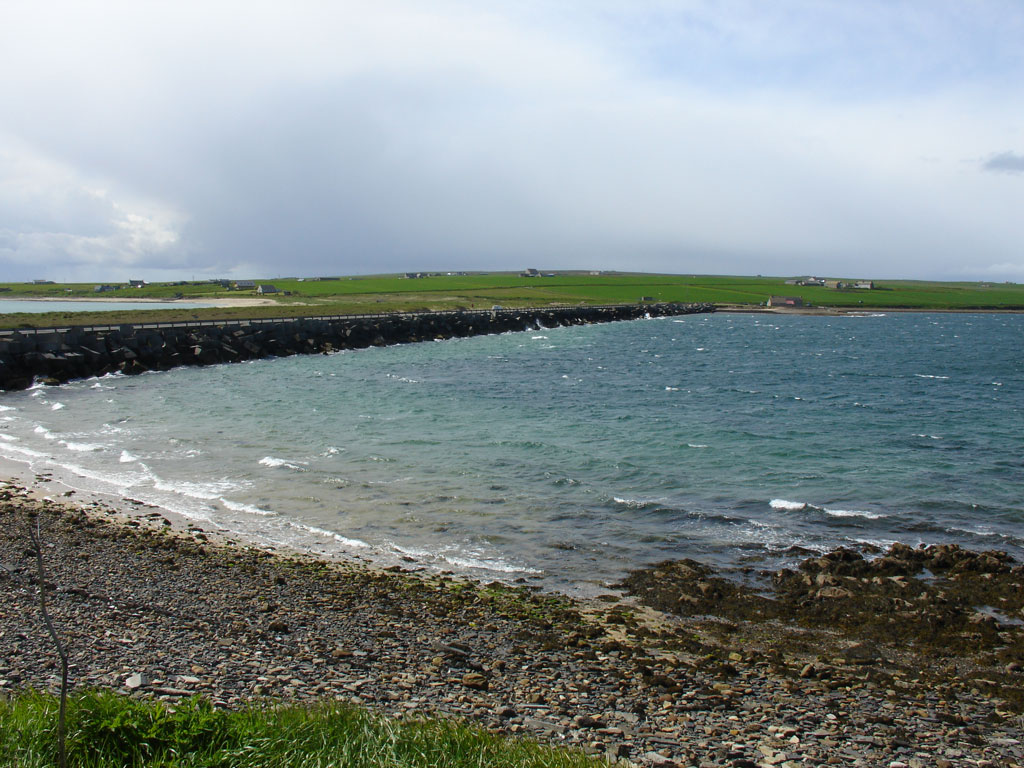
Bariera nr 4